# Aatif Chahechouhe
Aatif Chahechouhe, né le 2 juillet 1986 à Fontenay-aux-Roses (Hauts-de-Seine), est un footballeur international marocain, évoluant au poste d'ailier gauche.
De 2012 à 2016, il a joué en Turquie avec le club de Sivasspor avant de s'engager avec le club stambouliote de Fenerbahçe (juin 2016).

## Biographie
Il a grandi dans la ville de Fontenay-aux-Roses dans les Hauts-de-Seine, et est originaire de la cité des Paradis dans le quartier des Blagis.
Aatif Chahechouhe rejoint le club de l'AS Nancy-Lorraine (l'ASNL) le 9 juillet 2009, après un passage court mais remarqué dans le Championnat de France amateur avec l'Olympique Noisy-le-Sec . Le 24 avril 2010, il fait ses débuts professionnels lors d'un match de championnat contre le Montpellier HSC. 
Il rejoint le club bulgare du Tchernomorets Bourgas en janvier 2012 avec lequel il inscrira 10 buts en 15 matches. Il sera d'ailleurs récompensé par plusieurs trophées de meilleur joueur de la ligue. 

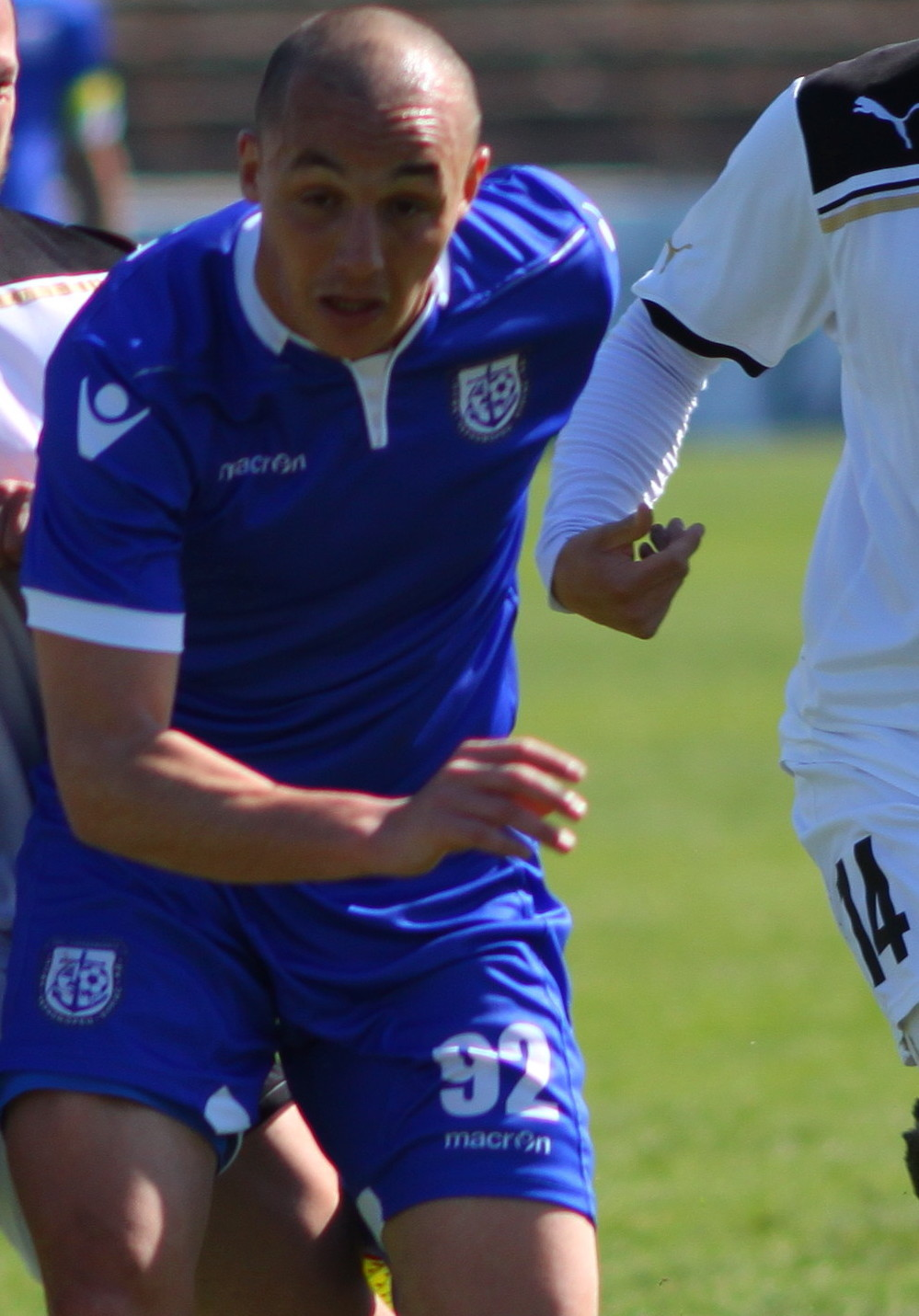
Chahechouhe avec les Tchernomorets Bourgas en 2012

Lors de l'été 2012, il s'engage en faveur du club turc de Sivasspor. Pour sa première saison en Süper Lig, le franco-marocain marque 8 buts toutes compétitions confondues et son équipe finit 5e aux portes de la Ligue Europa. 
Aatif Chahechouche sera désigné meilleur buteur de la saison 2013-2014 avec 17 buts en Süper Lig, devant des joueurs comme Didier Drogba, Moussa Sow, Dirk Kuyt ou encore Hugo Almeida. Grâce à cette réussite, son club Sivasspor et son entraîneur l'ex-joueur du Real Madrid et international brésilien Roberto Carlos bousculent la hiérarchie habituelle monopolisée par les clubs stambouliotes (Fenerbahçe; Galatasaray; Besiktas). Joueur le plus utilisé par son coach dont il a recueilli les louanges, Aatif Chahechouhe est devenu à Sivas une icône locale. 
Il est le meilleur buteur de l'histoire de Sivasspor entrant ainsi dans l'histoire du club. Il est par ailleurs le quatrième marocain de l'histoire à devenir meilleur buteur d'un championnat européen.
Le 23 mai 2014, Aatif Chahechouhe dispute son premier match avec l'équipe nationale du Maroc et inscrit son premier but face au Mozambique.

## Statistiques
| Saison                | Club                  | Championnat           | Championnat | Championnat | Coupe nationale | Coupe nationale | Coupe de la Ligue | Coupe de la Ligue | Total | Total |
| Saison                | Club                  | Division              | M.          | B.          | M.              | B.              | M.                | B.                | M.    | B.    |
| 2007-2008             | CS Sedan Ardennes     | Ligue 2               | 5           | 1           | 1               | 0               | -                 | -                 | 6     | 1     |
| 2008-2009             | Entente SSG           | National              | 7           | 0           | 2               | 0               | -                 | -                 | 9     | 0     |
| 2008-2009             | Noisy-le-Sec          | CFA                   | 19          | 4           | -               | -               | -                 | -                 | 19    | 4     |
| 2009-2010             | AS Nancy-Lorraine     | Ligue 1               | 2           | 0           | -               | -               | -                 | -                 | 2     | 0     |
| 2010-2011             | AS Nancy-Lorraine     | Ligue 1               | 5           | 0           | 1               | 0               | 1                 | 0                 | 7     | 0     |
| 2011-2012             | Chernomorets Bourgas  | A Group               | 15          | 10          | -               | -               | -                 | -                 | 15    | 10    |
| 2012-2013             | Sivasspor             | Süper Lig             | 28          | 6           | 10              | 2               | -                 | -                 | 38    | 8     |
| 2013-2014             | Sivasspor             | Süper Lig             | 34          | 19          | 6               | 0               | -                 | -                 | 40    | 19    |
| Total sur la carrière | Total sur la carrière | Total sur la carrière | 115         | 40          | 20              | 2               | 1                 | 0                 | 136   | 42    |

| Matches internationaux d'Aatif Chahechouhe | Matches internationaux d'Aatif Chahechouhe | Matches internationaux d'Aatif Chahechouhe                   | Matches internationaux d'Aatif Chahechouhe | Matches internationaux d'Aatif Chahechouhe | Matches internationaux d'Aatif Chahechouhe | Matches internationaux d'Aatif Chahechouhe | Matches internationaux d'Aatif Chahechouhe |
| 00                                         | Date                                       | Lieu                                                         | Adversaire                                 | Score                                      | Résultats                                  | Compétitions                               |                                            |
| ------------------------------------------ | ------------------------------------------ | ------------------------------------------------------------ | ------------------------------------------ | ------------------------------------------ | ------------------------------------------ | ------------------------------------------ | ------------------------------------------ |
| 1                                          | 23 mai 2014                                | Estádio de São Luís (en), Faro, Portugal                     | Mozambique                                 | 3-0                                        | 4-0                                        | Match amical                               |                                            |
| 2                                          | 28 mai 2014                                | Stade de l'Algarve, Faro, Portugal                           | Angola                                     | —                                          | 0-2                                        | Match amical                               |                                            |
| 3                                          | 6 juin 2014                                | Stade Lokomotiv, Moscou, Russie                              | Russie                                     | —                                          | 2-0                                        | Match amical                               |                                            |
| 4                                          | 3 septembre 2014                           | Stade Mohammed-V, Casablanca, Maroc                          | Qatar                                      | —                                          | 0-0                                        | Match amical                               |                                            |
| 5                                          | 7 septembre 2014                           | Grand Stade de Marrakech, Marrakech, Maroc                   | Libye                                      | —                                          | 3-0                                        | Match amical                               |                                            |
| 6                                          | 13 novembre 2014                           | Stade Adrar, Agadir, Maroc                                   | Bénin                                      | —                                          | 6-1                                        | Match amical                               |                                            |
| 7                                          | 16 novembre 2014                           | Stade Adrar, Agadir, Maroc                                   | Zimbabwe                                   | —                                          | 2-1                                        | Match amical                               |                                            |
| 8                                          | 12 juin 2015                               | Stade Adrar, Agadir, Maroc                                   | Libye                                      | —                                          | 1-0                                        | Qualifications à la Coupe d'Afrique 2017   |                                            |
| 9                                          | 5 septembre 2015                           | Estádio Nacional 12 de Julho, São Tomé, Sao Tomé-et-Principe | Sao Tomé-et-Principe                       | —                                          | 0-3                                        | Qualifications à la Coupe d'Afrique 2017   |                                            |
| 10                                         | 12 octobre 2015                            | Stade Adrar, Agadir, Maroc                                   | Guinée                                     | —                                          | 1-1                                        | Match amical                               |                                            |
| 11                                         | 31 août 2016                               | Stade Loro-Boriçi, Shkodër, Albanie                          | Albanie                                    | —                                          | 0-0                                        | Match amical                               |                                            |
| 12                                         | 4 septembre 2016                           | Complexe sportif Moulay-Abdallah, Rabat, Maroc               | Sao Tomé-et-Principe                       | —                                          | 2-0                                        | Qualifications à la Coupe d'Afrique 2017   |                                            |

## Palmarès

### Distinctions personnelles
- Meilleur buteur de la Süper Lig en 2014 (17 buts, avec Sivasspor)